# Triftong
În fonetica tradițională, termenul triftong (< fr  triphtongue, cf. el  τρίφθογγος triphtongos „cu trei sunete”) denumește, după unii autori, o secvență de trei vocale pronunțate în aceeași silabă, dintre care una este silabică, formând nucleul silabei în această situație, celelalte fiind asilabice.
Unii autori adaugă la aceasta că vocalele asilabice devin în această situație semivocale sau semiconsoane.
Alți autori numesc elementele asilabice numai semivocale sau semiconsoane.
Într-o concepție mai nouă se consideră că triftongul este o singură vocală, complexă, care se modifică, astfel încât se aud succesiv trei calități vocalice de la începutul la sfârșitul emiterii sale, din cauza schimbării continue a poziției organelor articulatorii. Față de diftong, care trece prin două faze ale articulării, triftongul trece prin trei faze. Ambii se deosebesc de monoftong, o vocală care nu se schimbă în mod semnificativ în cursul emiterii.
Tradițional se iau în seamă triftongi ascendenți, în care cele două părți asilabice precedă vocala silabică, și triftongi ascendenți-descendenți, în care vocala silabică este între cele două părți asilabice.
Transcrierea triftongilor nu este unitară. Unii autori folosesc literele obișnuite care transcriu vocalele. Alții adoptă simbolurile din Alfabetul Fonetic Internațional (IPA), transcriind nucleul silabei cu simbolul obișnuit al vocalei respective. Părțile asilabice sunt transcrise de unii dintre aceștia cu simbolurile vocalelor corespunzătoare, având semnul ◌̯ subscris. De exemplu, în cazul limbii române, posibilele părți asilabice se transcriu tradițional cu [i̯], [u̯], [e̯] și [o̯]. Unii autori folosesc în loc de [i̯] și [u̯] simbolurile consoanelor sonante corespunzătoare, [j], respectiv [w].
Sunt limbi în care nu sunt triftongi, precum maghiara. În cazul altor limbi, unii autori admit existența lor, dar alții, care introduc fonologia în analiza lor, o neagă. Numărul triftongilor diferă de la o limbă la alta, și în funcție de ceea ce se consideră triftong. A se vedea detalii despre aceasta în secțiunilor următoare.

## În limba română
În fonetica limbii române predomină concepția tradițională că triftongii se constituie dintr-o vocală și două semivocale. Se iau în seamă patru semivocale: [i̯], [u̯], [e̯] și [o̯]. Combinațiile dintre acestea cu vocalele [a], [ə], [e] și [o] pot forma triftongi în diferite poziții: la început de cuvânt, în interiorul unor cuvinte, la sfârșit de cuvânt sau formând un cuvânt. De aceea, se consideră că în română sunt relativ mulți triftongi. Există triftongi ascendenți, care încep cu semivocalele (ex. tămâioară) și diftongi ascendento-descendenți, mult mai numeroși, cu structura semivocală + vocală + semivocală, ex. dădeai.
Triftongi ascendento-descendenți (scrierea lor cu litere îngroșate în exemple):
- [e̯ai̯]: spuneai;
- [e̯au̯]: beau;
- [i̯ai̯]: tăiai;
- [i̯au̯]: iau;
- [i̯ei̯]: miei;
- [i̯eu̯]: eu;
- [i̯ou̯]: maiou;
- [u̯ai̯]: înșeuai;
- [u̯au̯]: înșeuau;
- [u̯əi̯]: rouăi;
- [o̯ai̯]: leoaică.

Triftongi ascendenți:
- [e̯o̯a]: pleoapă;
- [i̯o̯a]: creioane.

Se formează triftongi și la contactul dintre unele pronume personale neaccentuate și formele constituite din diftongi ale verbelor auxiliare, ex. ne-ai trimis, le-au spus, mi-ai dat. Unul dintre triftongi este numai de această natură: [i̯oi̯], ex. i-oi da.
În contrast cu cele de mai sus, Ioana Chițoran, la care punctul de vedere fonologic este predominant, ia în seamă diftongi în limba română, dar nu și triftongi.

## În limba spaniolă
În fonetica limbii spaniole, triftongul este considerat în mod tradițional o combinație de trei vocale. Cele două asilabice sunt numite vocale slabe (débiles) sau închise (cerradas), cea silabică fiind numită tare (fuerte) sau deschisă (abierta). Toți triftongii sunt ascendento-descendenți. În sursele indicate sunt scriși cu litere obișnuite:
buey „bou”;
averiguáis „aflați”;
huyáis „să fugiți”;
cambiéis „să schimbați”.

## În limba italiană
În fonetica tradițională a limbii italiene există concepția că triftongul este o combinație de trei vocale, în care două devin semivocale sau semiconsoane. În italiană există următorii triftongi, scriși în surse cu litere obișnuite:
- ascendenți-descendenți:

miei „mei” (adjectiv posesiv);
scambiai „(eu) schimbai”;
ioide „osul hioid”;
guai „necazuri”;
quei „acei”;
suoi „săi”.
- un triftong ascendent: aiuola „strat (de flori)”.

După Bertinetto și Loporcaro 2005, care folosește simbolurile IPA, există alți triftongi ascendenți în cuvinte precum continuiamo [kontinɥjamo] „continuăm” sau acquiescenza [akːwjeʃːɛnt͡sa] „încuviințare”. Se mai formează triftongi și ocazional, în vorbirea rapidă, ex. quiete [kwiˈɛːte] → [ˈkwjɛːte] „calm”.
Într-o concepție mai nouă, /j/ și /w/ nu sunt semivocale, ci foneme consonantice, diferite de vocalele [i], respectiv [u] precedate de alte vocale în aceeași silabă, de exemplu [au] în cuvântul auto. Prin urmare, numai aceste combinații formează diftongi, iar triftongi nu există, pentru că cei considerați tradițional astfel încep toți cu /j/ sau /w/, care formează doar secvențe consoană + diftong în aceeași silabă.